# Wallis Simpson
Wallis Simpson (Bessie Wallis Warfield), født 19. juni 1896 i Blue Ridge Summit, Pennsylvania i  USA, død 24. april 1986 i Paris, Frankrig) var hertuginde af Windsor. Hun giftede sig første gang i 1916 med en marineofficer og anden gang i 1928 med Ernest Simpson. I 1936 mødte hun prinsen af Wales, den kommende Edward VIII, hvorefter hun blev skilt fra Ernest Simpson. Da Edward, som i mellemtiden var blevet konge af England, meddelte den britiske premierminister Stanley Baldwin at han påtænkte at gifte sig med en kvinde, der var fraskilt og som havde været gift to gange, mødte han kraftig modstand fra regeringen. Kongen valgte derfor at abdicere den 11. december 1936. Parret flyttede til Frankrig og bosatte sig i Paris; de blev gift ved en privat ceremoni ved Tours den 3. juni 1937.

## Biografi
Wallis Simpson blev født i Pennsylvania. Hendes far døde nogle måneder efter hendes fødsel og under hendes første leveår støttede farbroderen, Solomon Warfield, moderen økonomisk. Senere flyttede moderen og Wallis ind hos moderens søster, Bessie Merryman, efter at søsteren var blevet enke i 1901. Salomon Warfield betalte senere Wallis' uddannelse på kostskolen Oldfields School.
Wallis Warfield giftede sig i 1916 med kamppiloten Earl Winfield Spencer, Jr. 
Parret tilbragte det meste tid hver for sig og blev skilt i 1927. I 1928 giftede hun sig med Ernest Simpson og tog navnet Wallis Simpson. Parret mødte i 1931 gennem fælles bekendte prinsen af Wales, den kommende Edward VIII, og i 1933 dannede Wallis par med denne. 
Den britiske presse nævnte ikke parrets forhold, men det var kendt i udlandet. Simpson søgte skilsmisse fra Ernest  Simpson i 1936, og i december samme år begyndte den britiske presse at skrive om parrets forhold. Da Edward, som i mellemtiden var blevet konge, meddelte premierminister Stanley Baldwin at han påtænkte at gifte sig med en borgerlig kvinde der havde været skilt to gange, mødte han kraftig modstand fra regering, aristokrati og kirken. Kongen foreslog at han kunne indgå et morganatisk ægteskab, hvilket ville indebære, at Wallis Simpson ikke ville blive dronning. Det blev afvist af Baldwin og andre fremtrædende politikere som Australiens og Sydafrikas premierministre. Kongen fik besked om at regeringen ville gå af såfremt han giftede sig med Mrs. Simpson. Han valgte at abdicere den 11. december 1936. Edward flyttede til Østrig, hvor han afventede Wallis Simpsons skilsmisse, som skete i maj 1937. 
Parret bosatte sig i Paris. De blev gift den 3. juni 1937 ved en privat ceremoni ved Tours i Frankrig. Intet medlem af kongefamilien var nærværende.
Efter abdikationen fik fik Edvard titlen Hans kongelige højhed, Hertug af Windsor af sin bror, den nye kong Georg VI. Simpson blev hertuginde af Windsor, men fik ikke lov til at blive kongelig højhed. 
I 1937 besøgte parret Tyskland efter invitation af Adolf Hitler, Det førte til mistanke om at Simpson var en tysk agent og nazistsympatisør. Ved Nazitysklands invasion af Frankrig under 2. verdenskrig flyttede parret til Lissabon hvor de boede hos bankier Ricardo do Espírito Santo e Silva, der var mistænkt for at være tysk agent. I august 1940 drog parret til Bahamas, hvor Edward blev  guvernør. Wallis udfyldte sin rolle som guvernørens førstedame, men hun afskyede Nassau, som hun kaldte "vort St Helena"; en reference til Napoleons påtvungne eksil. Hun blev kraftigt kritiseret i den britiske presse for sine ekstravagante shoppingture i USA, mens den britiske befolkning led under krigens varemangel og rationering. I brev til sin moster beskrev hun den lokale befolkning som "dovne niggere". I 1941 modsatte den britiske premierminister Winston Churchill sig kraftigt en planlagt krydstogt i Caribien ombord på den svenske industrimagnat Axel Wenner-Grens skib, da Churchill anså svenskeren for "pro-tysk". En anden af parrets bekendte Charles Bedaux, der havde været vært ved parrets bryllup, blev anholdt i 1943 sigtet for forræderi og begik selvmord i fængslet i Miami før retssagen. Det britiske "establishment" havde mistro til Wallis Simpson, og det blev fremført at hendes mistænkte anti-britiske aktiviteter skyldtes et ønske om hævn over det samfund der ikke havde villet have hende som dronning.
Efter krigen flyttede de tilbage til Frankrig, hvor de det meste af tiden boede i Neuilly-sur-Seine. 
Wallis Simpson blev i 1936 som den første kvinde udnævnt til "Årets Person" af det amerikanske TIME Magazine.
Edward døde 1972. Parret fik ingen børn. 
Wallis Simpsons helbred blev svækket, og hun blev ramt af demens. Hun døde i sit hjem i Bois de Boulogne den 24. april 1986.